# DMX512
DMX512 (system sterowania) – standard cyfrowej komunikacji sieciowej najczęściej stosowany w systemach  sterowania oświetleniem (blindery, głowy, stroboskopy, skanery, reflektory, świecące podłogi, itp.) i efektami scenicznymi (wytwornice dymu, wyrzutnie konfetti) na koncertach, w teatrach, itp.
Sterowanie odbywa się zazwyczaj z poziomu konsoli sterującej realizatora. Standard opracowany został w 1986 r. przez Amerykański Instytut Technik Scenicznych (USITT).
W 1990 roku otrzymał nazwę DMX512.

## Dane techniczne
System posiada pojemność 512 niezależnych kanałów, z których każdy może przyjąć jeden z 256 poziomów. Maksymalna liczba urządzeń w jednej linii to 32 bez zastosowania wzmacniacza sygnału. Można jednak zwiększyć pojemność systemu, stosując specjalne aktywne rozdzielacze. Komunikacja w systemie jest jednokierunkowa, a urządzenia są połączone szeregowo. Rozdział sygnału dokonywany jest tylko przez urządzenia aktywne.
Do przesyłania informacji protokołem DMX512 wykorzystuje się standard transmisji szeregowej RS-485.
Układ transmisji składa się z nadajnika różnicowego, dwuprzewodowego toru transmisyjnego (bez konieczności stosowania trzeciego przewodu – przewodu masowego) zakończonego trzystykowym złączem XLR (jeśli transmisja jest jednokierunkowa) lub pięciostykowym (gdy potrzebny jest sygnał zwrotny) oraz odbiornika różnicowego. Przewód masowy nie jest konieczny, ponieważ nośnikiem informacji jest różnica potencjału pomiędzy przewodami Data+ i Data-. Masa stosowana jest jako ekran chroniący skręcone ze sobą (na większe odległości stosuje się ekranowaną skrętkę) przewody Data+ i Data- przed zakłóceniami.

### Wykorzystywane złącza
Połączenia wykonuje się za pomocą gniazd i wtyków typu XLR 3- i 5-pinowych – w przypadku zastosowań estradowych i mobilnych. W przypadku oświetlenia architektonicznego stosowane są połączenia przy pomocy zacisków śrubowych.

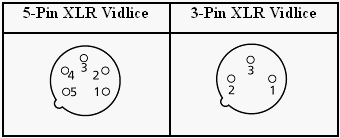
Złącza XLR używane do łączenia urządzeń wykorzystujących protokół DMX512

| Nr końcówki | Zastosowanie  | Kolor    |
| ----------- | ------------- | -------- |
| 1           | Masa (ekran)  | –        |
| 2           | Data-         | czarny   |
| 3           | Data+         | biały    |
| 4           | Zwrotna Data- | zielony  |
| 5           | Zwrotna Data+ | czerwony |

### Charakterystyka
Do jednego nadajnika można podłączyć maksymalnie 32 odbiorniki (ze względu na wydajność prądową nadajnika) przy niewielkich odległościach. Maksymalna liczba odbiorników podłączonych do jednego nadajnika zależy od długości toru transmisyjnego. Maksymalna długość toru może wynosić nawet 1200 m. Na końcu każdego nieobciążonego nadajnika stosuje się tzw. terminator, czyli rezystor 120 Ω / 0,25 W.
Sygnały wysyłane są z częstotliwością 250kHz, czyli długość jednego bitu to około 4 μs. Z powodu wysokich częstotliwości nie powinno się stosować kabli mikrofonowych.

### Odbiór danych
Stan logicznej jedynki (stan wysoki, stan HI, 1) jest ustawiany, w momencie gdy przewód Data+ ma wyższy potencjał od Data-.
Stan logicznego zera (stan niski, stan LO, 0) jest ustawiany, w momencie gdy przewód Data+ ma niższy potencjał od Data-.
Minimalną rozpoznawaną różnicą potencjałów pomiędzy przewodami Data+ i Data- jest 200 mV. Zakres napięć zawiera się pomiędzy -7 a +12 V.
Odbiór danych polega na tym, że jeśli przykładowo urządzenie ma zareagować na dane kanału 189, licznik liczy po kolei ramki danych od 1 do 189 i odczytuje dane jedynie z kanału nr 189. Po wykryciu sygnału MTBP licznik jest zerowany i ramki liczone są od początku.

### Budowa protokołu
Maksymalna liczba kanałów wykorzystujących jeden strumień to 512. Dane o każdym z kanałów przesyłane są "jeden za drugim" (można oczywiście stosować kilka strumieni, wtedy liczba kanałów wzrośnie, z tym że w każdym ze strumieni kanały liczone są od początku). Stan każdego z kanałów odświeżany jest z częstotliwością 44,1 Hz, jeśli wykorzystywane jest wszystkie 512. W momencie, kiedy wykorzystywane są tylko pierwsze i nie ma potrzeby wysyłania kanałów o numerze, np. większym od 200, to po prostu nadajnik wysyła 200 ramek, po czym pakiet kończony jest sygnałem MTBP i rozpoczynany jest nowy. W takim wypadku częstotliwość odświeżania pojedynczego kanału rośnie.